# Forat negre de Schwarzschild

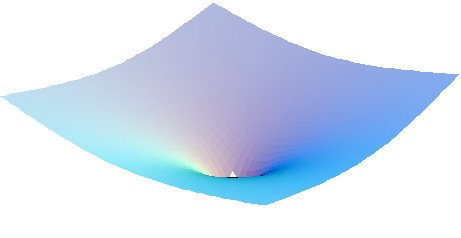
Geometria aparent del pla de l'eclíptica en un sistema l'astre central del qual és un forat negre de Schwarzschild

Un forat negre de Schwarzschild o forat negre estàtic és aquell que es defineix per un sol paràmetre, la massa M, més concretament el forat negre de Schwarzschild és una regió de l'espaitemps que queda delimitada per una superfície imaginària dita horitzó de successos. Aquesta frontera descriu un espai del qual ni tan sols la llum pot escapar, d'ací el nom de forat negre. Aquest espai forma una esfera perfecta, en el centre de la qual es troba la singularitat; el seu radi rep el nom de radi de Schwarzschild. La fórmula d'aquest radi, com s'ha dit, depén únicament de la massa del forat:

{\displaystyle r_{s}={2GM \over c^{2}},}

en què G és la constant gravitatòria, M és la massa del forat i c la velocitat de la llum. Com més gran és la massa del forat negre, la qual determina el grau de curvatura espaciotemporal, major és el radi de Schwarzschild. La geometria de l'espaitemps al voltant d'un forat o clot de Schwarschild ve donada per la mètrica de Schwarzschild:

{\displaystyle g=-c^{2}\left(1-{\frac {2GM}{c^{2}r}}\right)\mathrm {d} t\otimes \mathrm {d} t+\left(1-{\frac {2GM}{c^{2}r}}\right)^{-1}\mathrm {d} r\otimes \mathrm {d} r+r^{2}\left(\mathrm {d} \theta \otimes \mathrm {d} \theta +\sin ^{2}\theta \ \mathrm {d} \phi \otimes \mathrm {d} \phi \right)}

Aquesta va ser una de les primeres solucions exactes de les equacions de camp d'Einstein de la relativitat general deguda al físic alemany Karl Schwarzschild. A més, les peculiaritats de la mètrica per a r < 2GM/c² van donar lloc al concepte de forat negre mateix.

## Descripció fenomenològica
La teoria de la relativitat prediu que, dins d'un forat negre de Schwarzschild, apareixerà una hipersuperfície límit teòrica, tal que en acostar-nos a aquesta, el tensor de curvatura creix i creix sense límit. Aqueix tipus d'objecte geomètric es coneix com a singularitat espaciotemporal, i pot entendre's com un límit a partir del qual l'espaitemps no pot ser modelitzat dins de la teoria (se suposa que prop de la singularitat els efectes quàntics són importants).
A més, l'espaitemps dins de la regió de forat de Schwarzschild és geodèsicament incomplet per a qualsevol geodèsica temporal dins del forat, la qual cosa significa que una partícula en caiguda lliure dins del forat, passat un temps finit, arribarà a la singularitat indefectiblement. Actualment, no disposem de cap teoria que ens diga què passa exactament quan una partícula arriba a la singularitat.
En el cas de Schwarschild, aquesta singularitat és de tipus temporal; si resultara que el fet d'arribar a una distància suficientment menuda de la singularitat suposara la destrucció de la partícula mateixa, com se suposa de vegades, llavors les partícules que es mouen a major velocitat dins del forat desapareixerien "volatitzades" més tard, i les més lentes abans. Aqueix fet encaixa amb el caràcter temporal de la singularitat, a diferència d'una singularitat espacial que pot entendre's més aviat com un lloc geomètric.

## Altres tipus de forat negre
No obstant això, existeixen altres models més complicats de forats negres:
- El forat negre de Kerr és un forat negre en rotació, definit no sols per la seua massa sinó també pel seu moment angular. Aquest forat té una direcció privilegiada en l'espai i, per tant, deixa de ser isòtrop. Aquest és el model que més s'ajusta al tipus de forats negres que es poden observar fruit del col·lapse d'estrelles supermassives.

- El forat negre de Reissner-Nordström és un forat amb càrrega elèctrica estàtica i té unes propietats especials, ja que no solament es forma una singularitat gravitatòria sinó també una singularitat en el camp elèctric generat pel forat. Aquest forat està subjecte també a dos paràmetres: massa i càrrega. L'existència de tals forats no ha estat observada, però es podria concebre la possibilitat de crear-los en condicions controlades tals com acceleradors de partícules.

- Finalment, està el forat negre de Kerr-Newman. Aquest tercer tipus de forats són el resultat de la combinació dels dos anteriors. Es tractaria dels forats negres amb càrrega i en rotació. Aquests forats dependrien dels tres paràmetres: massa, moment angular i càrrega. A més, en rodar, es provocaria un moviment de càrregues en el seu si, que comportaria també la generació d'un camp magnètic.